# سلامت أباد (بابارشاني)
سلامت أباد (بالفارسية: سلامت‌آباد) هي قرية تقع في إيران في قسم بابارشاني الريفي. يقدر عدد سكانها بـ 52 نسمة .